# Massif d'Uchaux
Pour l’article homonyme, voir Massif-d'uchaux (AOC).
Le massif d'Uchaux se situe dans les départements de Vaucluse, sur les communes de Lagarde-Paréol, d’Uchaux, de Sérignan-du-Comtat, de Piolenc et de Mondragon, et de la Drôme sur la commune de Rochegude.

## Géographie
Ce massif qui couvre plusieurs centaines d'hectares est géologiquement diversifié avec ses strates calcaires et siliceuse. Sur les terrains calcaires, on trouve le chêne kermès, le chêne blanc, le chêne vert, le pin d'Alep, le ciste cotonneux, le genévrier cade et le genévrier commun. La flore silicicole comprend bruyères, arbousiers, cistes à feuilles de sauge et pins maritimes.

## Histoire
La présence humaine dans le massif est ancienne, puisque sur la commune de Sérignan-du-Comtat  ont été découverts racloirs, silex et couteaux, témoins d'une occupation préhistorique ainsi qu'une hache polie du Néolithique sur la commune de Rochegude. Sur la commune d'Uchaux, la présence d'hommes du néolithique est attestée aux Peyrards où ont été retrouvés des perçoirs, des pointes de flèches taillées et des haches. La colonisation romaine a laissé d'importantes traces au hameau des Farjons (vases, poteries et statuettes). Sous l'Empire romain, le massif était traversé par la via Agrippa de la vallée du Rhône, même si son tracé exact fait toujours débat.